# Esteban Granero
Esteban Félix Granero Molina (phát âm tiếng Tây Ban Nha: [esˈteβaɱ ˈfeliɣs ɣɾaˈneɾo moˈlina]; sinh ngày 2 tháng 7 năm 1987) là một cựu cầu thủ bóng đá chuyên nghiệp người Tây Ban Nha. Được biết đến với biệt danh El Pirata ("Pirates"), anh có thể chơi ở vị trí tiền vệ trung tâm hoặc tiền vệ tấn công.
Esteban Félix Granero Molina (sinh ngày 2 tháng 7 năm 1987 ở Madrid) là câu thủ bóng đá Tây Ban Nha hiện đã giải nghệ..